# Lacosoma violacea
Lacosoma violacea is een vlinder uit de familie van de Mimallonidae. De wetenschappelijke naam van de soort is voor het eerst geldig gepubliceerd in 1818 door Sepp.